# 中大路氏道
中大路 氏道（なかおおじ うじみち）は日本の技師であり工学博士。釜石製鐵所の所長をはじめ、三陸汽船及び流山鉄道の社長などを歴任した。

## 生涯
中大路家は賀茂県主の氏族。氏道は1872年（明治5年）9月、士族・中大路氏緝の長男として生まれた。弟・氏爲（1981年生）、妹・みつ（1890年生）あり。京都市の私立平安義黌を経て1894年（明治27年）7月に第三高等中学校の第二部工科を卒業。1897年（明治30年）7月には東京帝国大学工科大学の採鉱冶金科を卒業し、同年より日本唯一の近代的製鉄所であった岩手県の釜石鉱山田中製鉄所で技師として勤務。1901年には会社より派遣されておよそ一年間かけ欧米を周遊。現地の製鉄事情をつぶさに視察した。
1902年（明治35年）8月に家督を相続。1907年（明治40年）5月からは、釜石より東京の本店に異動となる香村小録の後任として技師長を務めた。この頃入所した村井信平によれば氏道は専門である冶金のことだけでなく、土木建築や機械の勉強も重ね、自ら設計に製図、現場監督も行っていた。1916年には当時の釜石で最大の120トン高炉（第8高炉）を設計。1917年（大正6年）4月、これまで田中長兵衛の個人商店だった組織が株式会社化され、氏道は田中鉱山株式会社の取締役に就任した。この頃の釜石は鉄鉱山と高炉が同じ場所にある日本唯一の地として、東京帝大冶金学科の学生たちが必ず実習に訪れる場所であった。
1919年（大正8年）4月、釜石で30年以上製鉄所長を務めた横山久太郎が東京で病気療養することになった為、氏道が第2代所長に任命される。また同年6月に工学博士会の推薦を受け工学博士となり、続く8月には横山久太郎が社長を務めていた三陸汽船株式会社の臨時株主総会が開かれ、久太郎の長男・長次郎が代表取締役に、氏道が取締役に選任された。
1919年11月には足尾銅山同盟会の一派が釜石に乗り込みアジ演説で労働者を焚き付けた結果、創業以来未曾有の労働争議が勃発。警官隊200名に加え陸軍盛岡工兵第8大隊と青森歩兵第5連隊から3個中隊350名までもが出動する大騒乱となった。1920年（大正9年）2月、職工融和を目指し親睦団体の真道会が発足。同年3月には辞任する氏道に代わり久太郎の婿養子・横山虎雄が第3代所長の役職に就いた。氏道は東京の本店勤務となる。
その後、第一次世界大戦の好景気の反動で起こった戦後恐慌で重工業には特に厳しい状況が続く中、1923年（大正12年）9月の関東大震災によって本店が焼失。大きな負債を抱えた田中鉱山株式会社は1924年（大正13年）3月、釜石の鉱山製鉄事業一切を三井鉱山に移譲し会社を解散した。同月、社長だった二代目長兵衛が病没。それから間もなく氏道も長年の無理がたたり長く病床に伏せるようになる。
1922年（大正11年）7月、義兄の千澤平三郎（妻・正は千澤專助の長女）が義弟の村田三郎（妻・経は千澤專助の四女）に持分すべてを譲渡して退社したため、代わって氏道が合資会社下谷銀行の業務担当社員に就任。1926年（大正15年）には義兄・千澤平三郎と共に流山鉄道株式会社の取締役となる。1927年（昭和2年）5月には氏道が同社社長に就任。1931年（昭和6年）には横山長次郎の後任として三陸汽船の社長に就任した。1934年に鉄道の大船渡線が開通。1939年には山田線も全線開通したことで、これまで三陸汽船を利用していた乗船客の多くはそちらへ流れた。そのため北海道を拠点とする栗林汽船に船を売却し事業を縮小している。
1938年（昭和13年）4月、宮城県塩竈に明治末頃からあった三陸汽船の修理工場を会社組織とし、船渠業や船の修理製造などを主目的とする東北船渠鉄工株式会社を設立。代表取締役に就任。1941年（昭和16年）5月、氏道は三陸汽船の社長を退き、同年10月28日この世を去った。69歳没。後任の社長には栗林汽船からの人間が就き、1943年（昭和18年）戦時海運管理令の施行に伴い三陸汽船は栗林汽船に吸収合併された。

## 人物
その人柄は真面目で実直。非常な勉強家であり常に仕事第一であった。田中家が釜石の製鉄事業を手放した際、氏道はこれを引き継いだ三井鉱山から是非力を貸してほしいと誘われたが、二君に仕えることを良しとせず辞退したとされる。また窮状にあった田中家からの退職金も一切受け取ろうとはしなかった。

## 家族・親族
- 妻の清（1883年生）は東京米穀組合長や下谷銀行頭取を務めた千澤專助[20]とその妻・うたの二女であり、うたは二代目・田中長兵衛の妹。長兵衛の息子・田中長一郎や横山久太郎の息子・長次郎は妻・清の従兄弟に当たる。同じく清の従姉妹である染子（長兵衛の妹・きちの二女）の夫は釜石製鐵所で技師長を務めた中田義算。

- 中大路俊安（1912年生）[21]は釜石製鐵所の第6代所長を務めた藤田俊三[22]と氏道の妹・みつ（1890年生）の二男。子供が出来なかった氏道の養子となり、1937年（昭和12年）東京大学政治学科を卒業後鉄道省へ。戦後、仙台及び名古屋の陸運局長を経て首都高速道路公団理事となる。渋沢氏出身で、氏道の後任として釜石製鐵所の第3代所長を務めた横山虎雄の二女・敏子（1921年生）を妻とし、長男・道彦（1945年生）、長女・美紀子（1949年生）をもうけた[23]。

- 実弟・中大路氏爲（1881年生）は1908年（明治41年）7月に東京帝国工科大学の土木科を卒業。農商務省山林局の技師となり大阪へ赴任。日韓併合翌年の1911年（明治44年）には通信技師として朝鮮総督府行きの辞令が下り[24]京城へと渡った。翌年依願退職した後、現地で水力発電会社の設立を計るが総督府の許可を得られず断念[25]。1919年（大正8年）に大連で設立された日華興業株式会社の常務取締役に就任[26]。昭和に入る頃には本土に戻っており、技師として東京府に勤めた。

- 義弟・千葉直五郎（1888年生）は父が明治の大手煙草業者「たばこ三べえ」の一人として知られた千葉松兵衛であり、妻の長は千澤專助の三女。直五郎は長男・常五郎（1911年生）[27]が肥前小城藩最後の藩主、鍋島直虎の孫・京子（1913年生）を妻に迎えた際にアールデコ調の洋館を贈っており、この建物は旧千葉常五郎邸として渋谷区に現存。東京都の有形文化財に登録されている。

- 義弟・村田三郎（1888年生）は1914年（大正3年）に東京高商を卒業し、田中長兵衛が経営する東京の田中本店に入社。1924年に経営権が三井に譲渡され釜石鉱山に改組された後も社員として勤める[28]。後に大正興業[注 5]社長、流山鉄道会長。妻は千澤専助の四女・経子（1898年生）で、長男・豁達（1919年生）、長女・晴子（1922年生）、二女・咲子（1924年生）、三女・輝子（1926年生）の一男三女を得ている[30]。

- 義兄・千澤平三郎（1869年生）は大阪の観世流能師・橋岡家に生まれる[31][注 6]。東京に上り学問を修め、千澤専助と知り合い1895年（明治28年）に婿養子となる。妻は專助の長女・正で、子に恵まれなかったため甥の楨治を養子とした。下谷銀行の支配人を務める傍ら、1902年（明治35年）に茨城県の高萩炭鉱を買い鉱主となる。太っ腹で顔が広いことで知られ、野口遵が日本窒素を設立する際に資金を融通[33]。第二次大戦終戦後まもなく鬼籍に入ったとされる。

- 甥・千澤楨治（1912年生）[34]は千葉直五郎の二男として生まれ、伯父である平三郎の養子となった。第5代日本銀行総裁や大蔵大臣、立憲民政党の最高顧問などを歴任した山本達雄の孫・頼子（1919年生）を妻とし、上智大学教授や山梨県立美術館の初代館長を務めた。頼子の実兄である東洋史学者の山本達郎は元号・平成の名付け親とされる。